# Primera División (Mexiko) 1996/97
Die Saison 1996/97 der mexikanischen Primera División war die erste reguläre Spielzeit, in der  zwei Meister ermittelt wurden und das auch in anderen Teilen Lateinamerikas übliche System der Apertura und Clausura eingeführt wurde. Bis zur Saison 2002/03, als die Umbenennung in Apertura (dt. Eröffnung) und Clausura (dt. Schließung) auch in Mexiko offiziell erfolgte, wurden das Hin- und Rückrundenturnier noch als Invierno (Winter) und Verano (Sommer) bezeichnet.
Wie in Mexiko bereits seit längerer Zeit üblich, wurde das Verfahren der Liguillas beibehalten, also der jeweilige Meister im Anschluss an die Punktspielrunde in einem K.O.-Verfahren ermittelt. Obwohl auch im mexikanischen Rundenturnier jeder gegen jeden spielt, war in vielen Spielzeiten die Meisterschaft in vier Gruppen unterteilt. In jener Saison nahmen 18 Mannschaften teil und daher bestanden die Gruppen 1 und 2 aus jeweils fünf, die Gruppen 3 und 4 aus jeweils vier Mannschaften. Qualifiziert für die Liguillas waren die vier Gruppensieger und die beiden punktbesten Zweitplatzierten.
Zur Ermittlung der beiden anderen Play-off-Teilnehmer mussten die Zweitplatzierten, die weniger Punkte erzielt hatten als die besten Drittplatzierten der anderen Gruppen, sich mit diesen Gegnern in einer Qualifikationsrunde auseinandersetzen, die die Bezeichnung Repechaje trägt. Im Sommerturnier hatten der Club León mit 23 und der CF Monterrey mit 19 weniger Punkte erzielt als die beiden besten Drittplatzierten der anderen Gruppen, in denen Atlas auf 26 und Toros Neza auf 24 Punkte kam. Im Winterturnier erzielte der Drittplatzierte Atlético Morelia mehr Punkte (25) als der Gruppenzweite Tecos UAG (20).
Zu Saisonbeginn und zu Saisonende tauschten die UANL Tigres und der CF Pachuca jeweils die Plätze. Die seit der Saison 1974/75 in der höchsten Spielklasse vertretenen Tigres erlebten am Ende der Vorsaison 1995/96 ihren bisher einzigen Abstieg und kehrten am Ende der Saison 1996/97 in die höchste Spielklasse zurück. Die Tigres wurden ersetzt durch den Aufsteiger CF Pachuca, der am Ende der Saison 1996/97 wieder unmittelbar abstieg. Doch auch den Tuzos gelang der unmittelbare Wiederaufstieg, dem sich die seither beste Phase ihrer Vereinsgeschichte anschloss. Denn nicht nur sind sie seit 1998/99 dauerhaft in der ersten Liga vertreten, sondern sie gewannen seither sechsmal den Meistertitel, viermal die CONCACAF Champions League und 2006 die Copa Sudamericana.

## Kreuztabelle und Gesamtsaisontabelle 1996/97
Die Kreuztabelle stellt die Ergebnisse aller Spiele dieser Saison dar. Der Name der Heimmannschaft ist in der linken Spalte, das Logo bzw. ein Kürzel der Gastmannschaft in der oberen Zeile aufgelistet. Die Reihenfolge der Vereine bestimmt sich anhand der in dieser Saison erzielten Platzierung in der Gesamtsaisontabelle. Angaben zu den absolvierten Spielen (Sp.), Siegen (S), Unentschieden (U), Niederlagen (N) sowie des Torverhältnisses (Tore) und der erzielten Punkte befinden sich in den Feldern rechts neben der Kreuztabelle.
| 1996/97                  | CF Atlante | Deportivo Guadalajara | Santos Laguna | Club Necaxa |     | Toros Neza | Deportivo Toluca | Puebla FC | Club León | CD Cruz Azul |     | CF Atlas | UAG Tecos | Monarcas Morelia | CF Monterrey | CF Pachuca | ATC | CD Veracruz | Sp. | S  | U  | N  | Tore  | Punkte |
| ------------------------ | ---------- | --------------------- | ------------- | ----------- | --- | ---------- | ---------------- | --------- | --------- | ------------ | --- | -------- | --------- | ---------------- | ------------ | ---------- | --- | ----------- | --- | -- | -- | -- | ----- | ------ |
| CF Atlante               |            | 1:3                   | 3:2           | 1:1         | 0:1 | 0:1        | 3:2              | 1:0       | 1:0       | 3:1          | 0:1 | 1:1      | 1:0       | 2:0              | 2:0          | 3:0        | 6:0 | 3:0         | 34  | 20 | 06 | 08 | 53:30 | 66     |
| CD Guadalajara           | 1:0        |                       | 1:1           | 2:3         | 5:0 | 2:0        | 2:1              | 1:1       | 1:1       | 1:0          | 2:0 | 2:2      | 4:1       | 2:1              | 3:1          | 2:0        | 3:2 | 1:0         | 34  | 18 | 11 | 05 | 60:35 | 65     |
| Santos Laguna            | 1:0        | 1:1                   |               | 1:3         | 1:0 | 2:0        | 2:1              | 1:0       | 3:2       | 0:2          | 2:0 | 2:1      | 1:2       | 2:1              | 1:2          | 2:1        | 3:2 | 2:0         | 34  | 18 | 06 | 10 | 48:43 | 60     |
| Club Necaxa              | 1:2        | 1:1                   | 0:1           |             | 1:2 | 2:0        | 1:1              | 1:1       | 0:0       | 3:3          | 3:0 | 0:2      | 1:0       | 2:1              | 3:0          | 2:1        | 2:1 | 4:0         | 34  | 16 | 09 | 09 | 57:39 | 57     |
| Club América             | 1:2        | 0:0                   | 2:1           | 1:1         |     | 1:1        | 1:2              | 2:0       | 3:2       | 2:1          | 2:2 | 3:0      | 2:2       | 5:1              | 2:0          | 1:0        | 4:0 | 2:1         | 34  | 15 | 09 | 10 | 51:39 | 54     |
| Toros Neza               | 1:2        | 2:1                   | 2:3           | 3:2         | 2:1 |            | 2:1              | 0:3       | 4:2       | 1:2          | 2:6 | 6:2      | 3:2       | 4:2              | 5:1          | 5:2        | 1:2 | 2:0         | 34  | 17 | 03 | 14 | 70:68 | 54     |
| Deportivo Toluca         | 0:0        | 1:2                   | 0:2           | 2:0         | 1:2 | 1:0        |                  | 0:0       | 2:3       | 4:0          | 1:0 | 4:0      | 5:0       | 1:0              | 1:0          | 1:1        | 2:0 | 2:1         | 34  | 14 | 09 | 11 | 52:36 | 51     |
| Puebla FC                | 2:3        | 1:1                   | 1:2           | 1:2         | 1:0 | 1:1        | 2:1              |           | 1:1       | 1:0          | 2:1 | 1:2      | 5:2       | 2:1              | 1:0          | 1:0        | 2:1 | 0:0         | 34  | 13 | 12 | 09 | 47:40 | 51     |
| Club León                | 1:2        | 0:0                   | 3:0           | 2:1         | 2:2 | 2:3        | 1:1              | 1:1       |           | 3:0          | 2:1 | 1:1      | 1:0       | 0:0              | 0:0          | 2:2        | 4:1 | 2:1         | 34  | 10 | 16 | 08 | 45:37 | 46     |
| CD Cruz Azul             | 1:1        | 1:1                   | 2:0           | 1:4         | 2:1 | 3:0        | 3:2              | 3:1       | 2:2       |              | 0:1 | 4:1      | 0:3       | 1:1              | 2:1          | 1:2        | 2:3 | 0:0         | 34  | 12 | 09 | 13 | 47:50 | 45     |
| UNAM Pumas               | 1:3        | 2:1                   | 2:2           | 0:1         | 2:1 | 2:3        | 0:3              | 1:1       | 1:0       | 1:2          |     | 1:0      | 1:2       | 3:2              | 1:1          | 2:1        | 4:3 | 3:2         | 34  | 12 | 09 | 13 | 48:53 | 45     |
| CF Atlas                 | 2:0        | 2:2                   | 1:1           | 0:2         | 2:1 | 1:4        | 1:1              | 2:2       | 1:1       | 2:2          | 2:2 |          | 6:4       | 1:2              | 3:3          | 5:1        | 2:1 | 1:2         | 34  | 10 | 12 | 12 | 51:62 | 42     |
| Tecos UAG                | 1:2        | 1:2                   | 3:0           | 0:2         | 0:0 | 1:2        | 1:1              | 0:0       | 0:1       | 1:1          | 2:2 | 0:1      |           | 1:0              | 3:0          | 1:1        | 5:2 | 1:0         | 34  | 10 | 08 | 16 | 46:54 | 38     |
| Atlético Morelia         | 1:1        | 1:4                   | 2:2           | 2:1         | 1:1 | 2:1        | 1:1              | 2:2       | 1:1       | 1:0          | 2:1 | 1:2      | 1:2       |                  | 4:1          | 3:0        | 1:2 | 0:2         | 34  | 09 | 10 | 15 | 46:54 | 37     |
| CF Monterrey             | 0:1        | 1:2                   | 0:1           | 3:2         | 0:1 | 5:1        | 1:4              | 4:2       | 1:0       | 1:0          | 2:2 | 0:0      | 2:1       | 0:3              |              | 5:4        | 1:0 | 2:1         | 34  | 10 | 07 | 17 | 40:59 | 37     |
| CF Pachuca               | 1:2        | 0:2                   | 3:1           | 2:2         | 2:2 | 4:1        | 3:0              | 3:4       | 0:2       | 1:3          | 0:0 | 1:0      | 2:1       | 2:2              | 2:2          |            | 1:3 | 3:2         | 34  | 08 | 08 | 18 | 49:58 | 32     |
| Atlético Celaya          | 0:0        | 3:0                   | 0:2           | 1:2         | 0:2 | 2:2        | 0:1              | 0:1       | 0:0       | 1:1          | 0:1 | 3:0      | 1:1       | 0:1              | 0:0          | 3:2        |     | 1:1         | 34  | 07 | 08 | 19 | 39:61 | 29     |
| Tiburones Rojos Veracruz | 2:1        | 3:2                   | 0:0           | 1:1         | 1:0 | 3:5        | 1:1              | 0:3       | 0:0       | 0:1          | 1:1 | 1:2      | 1:2       | 2:2              | 1:0          | 0:1        | 1:1 |             | 34  | 06 | 10 | 18 | 31:52 | 28     |

## Invierno 1996

### Repechaje
|              | Gesamt |            | Hinspiel | Rückspiel |
| ------------ | ------ | ---------- | -------- | --------- |
| Club León    | 2:4    | Toros Neza | 1:2      | 1:2       |
| CF Monterrey | 3:6    | CF Atlas   | 1:5      | 2:1       |

### Liguillas

#### Viertelfinale
Atlante war mit 66 Punkten nicht nur der Spitzenreiter der Gesamtsaisontabelle, sondern mit 38 Punkten auch überzeugender Superlíder des Eröffnungsturniers 1996. In den 17 Spielen der Hinrunde mussten die Potros nur drei Niederlagen (jeweils 0:1 beim CD Guadalajara und bei Santos Laguna sowie im Heimspiel gegen Toros Neza) hinnehmen, erhielten die wenigsten Gegentore (11) und bekamen nur in einem Spiel (3:2-Sieg beim Puebla FC) mehr als einen Gegentreffer. Umso überraschender ist, dass „Angstgegner“ Toros Neza die Potros in den Liguillas mit dem Gesamtergebnis von 9:2 förmlich überrollte.
|                  | Gesamt |                | Hinspiel | Rückspiel |
| ---------------- | ------ | -------------- | -------- | --------- |
| Deportivo Toluca | 1:2    | Puebla FC      | 1:2      | 0:0       |
| Toros Neza       | 9:2    | CF Atlante     | 4:0      | 5:2       |
| Club Necaxa      | 3:2    | CD Guadalajara | 2:0      | 1:2       |
| CF Atlas         | 2:4    | Santos Laguna  | 1:1      | 1:3       |

#### Halbfinale
|             | Gesamt |               | Hinspiel | Rückspiel |
| ----------- | ------ | ------------- | -------- | --------- |
| Toros Neza  | 1:5    | Santos Laguna | 0:2      | 1:3       |
| Club Necaxa | 7:3    | Puebla FC     | 3:2      | 4:1       |

#### Finale
|             | Gesamt |               | Hinspiel | Rückspiel |
| ----------- | ------ | ------------- | -------- | --------- |
| Club Necaxa | 3:4    | Santos Laguna | 1:0      | 2:4       |

## Verano 1997

### Repechaje
|           | Gesamt |                  | Hinspiel | Rückspiel |
| --------- | ------ | ---------------- | -------- | --------- |
| Tecos UAG | 2:4    | Atlético Morelia | 2:0      | 0:4       |

### Liguillas

#### Viertelfinale
Im Kräftemessen mit dem Hinrundenmeister Santos Laguna setzte sich der kommende Rückrundenmeister CD Guadalajara klar durch. Necaxa qualifizierte sich gegen seinen alten Rivalen Atlante bei Punktgleichheit (jeweils 28 in der Rückrundentabelle) lediglich aufgrund des besseren Torverhältnisses (33:20 gegenüber 23:19).
|                  | Gesamt |                | Hinspiel | Rückspiel |
| ---------------- | ------ | -------------- | -------- | --------- |
| Atlético Morelia | 4:1    | Club América   | 1:0      | 3:1       |
| Santos Laguna    | 1:6    | CD Guadalajara | 1:1      | 0:5       |
| CF Atlante       | 13:31  | Club Necaxa    | 2:0      | 1:3       |
| UNAM Pumas       | 3:4    | Toros Neza     | 1:3      | 2:1       |

1 Necaxa aufgrund der besseren Tordifferenz in der Punktspielrunde weiter.

#### Halbfinale
Während der CD Guadalajara sich sowohl im vorangegangenen Viertelfinale als auch im anschließenden Finale klar durchsetzen konnte, schaffte er den Sprung ins Finale nur aufgrund der mehr erzielten Punkte in der Rückrunde (34 gegenüber 25 von Morelia).
|                  | Gesamt |                | Hinspiel | Rückspiel |
| ---------------- | ------ | -------------- | -------- | --------- |
| Atlético Morelia | 11:11  | CD Guadalajara | 1:0      | 0:1       |
| Club Necaxa      | 3:4    | Toros Neza     | 2:1      | 1:3       |

1 Guadalajara qualifiziert sich aufgrund der in der Punktspielrunde mehr erzielten Punkte für das Finale.

#### Finale
In der Halbzeitpause des im Estadio Jalisco von Guadalajara ausgetragenen Rückspiels sah es beim Stand von 0:0 noch nicht nach dem späteren Schützenfest aus. Dies änderte sich bereits wenige Minuten nach der Pause, als Chivas innerhalb von nur fünf Minuten die Begegnung für sich entschied. In der 51. Minute hatte Gustavo Nápoles seine Mannschaft in Führung geschossen und bereits fünf Minuten später sorgte der „Matchwinner“ mit dem 3:0 für die Vorentscheidung. Später erzielte Nápoles noch die Treffer zum 5:0 (74.) und zum Endstand von 6:1 (85. Minute).
|            | Gesamt |                | Hinspiel | Rückspiel |
| ---------- | ------ | -------------- | -------- | --------- |
| Toros Neza | 2:7    | CD Guadalajara | 1:1      | 1:6       |

## Torjägerliste

### Invierno 1996
| Pos. | Spieler                | Verein         | Tore |
| ---- | ---------------------- | -------------- | ---- |
| 1.   | Carlos Muñoz           | Puebla FC      | 15   |
| 2.   | Gabriel García         | CD Guadalajara | 13   |
| 2.   | Carlos Hermosillo      | CD Cruz Azul   | 13   |
| 2.   | Lorenzo Sáez           | CF Pachuca     | 13   |
| 5.   | Luis Roberto Alves     | CF Atlante     | 10   |
| 5.   | Nildeson Silva de Melo | Toros Neza     | 10   |

### Verano 1997
| Pos. | Spieler                | Verein           | Tore |
| ---- | ---------------------- | ---------------- | ---- |
| 1.   | Gabriel Caballero      | Santos Laguna    | 12   |
| 1.   | Lorenzo Sáez           | CF Pachuca       | 12   |
| 3.   | Cristian Domizzi       | UNAM Pumas       | 11   |
| 4.   | Marco Antonio Figueroa | Atlético Morelia | 09   |
| 4.   | Gustavo Nápoles        | CD Guadalajara   | 09   |
| 4.   | Claudio da Silva       | Atlético Morelia | 09   |